# Dendrotrochus
Dendrotrochus é um género de gastrópode  da família Euconulidae.
Este género contém as seguintes espécies:
- Dendrotrochus ponapensis